# Оґуні (Ямаґата)

38°3′41″ пн. ш. 139°44′36″ сх. д. / 38.06139° пн. ш. 139.74333° сх. д.
Оґу́ні (яп. 小国町, おぐにまち, МФА: [oguɲi mat͡ɕi̥]) — містечко в Японії, в повіті Нісі-Окітама префектури Ямаґата. Станом на 1 жовтня 2008 площа містечка становила 737,55 км². Станом на 1 січня 2009 населення містечка становило 9229 осіб.